# Ronde van Frankrijk 2002/Zestiende etappe
De zestiende etappe van de Ronde van Frankrijk 2002 vond plaats op 24 juli. De etappe werd gewonnen door de Nederlander Michael Boogerd, na een lange solo.

## Parcours
Direct na de start Les Deux Alpes begon het peloton aan de beklimming van de Col du Galibier. Na de afdaling en de tussensprint in Saint-Avre wachtte de Col de la Madeleine. De tweede tussensprint van de dag lag in Aigueblanche, waarna de renners de slotklim naar La Plagne voorgeschoteld kregen.

## Koersverloop
Dit overzicht is mogelijk incompleet; u kunt helpen door het uit te breiden.

## Uitslagen
| Les Deux Alpes – La Plagne (179,5 km) |                  |                    |          |
| Plaats                                | Naam             | Ploeg              | tijd     |
| Winnaar                               | Michael Boogerd  | Rabobank           | 5u48'29" |
| 2                                     | Carlos Sastre    | CSC-Tiscali        | + 1'25"  |
| 3                                     | Lance Armstrong  | US Postal Service  | z.t.     |
| 4                                     | Joseba Beloki    | O.N.C.E.-Eroski    | + 2'02"  |
| 5                                     | Raimondas Rumšas | Lampre-Daikin      | z.t.     |
| 6                                     | Levi Leipheimer  | Rabobank           | + 2'10"  |
| 7                                     | Ivan Basso       | Fassa Bortolo      | + 2'14"  |
| 8                                     | José Azevedo     | O.N.C.E.-Eroski    | z.t.     |
| 9                                     | Santiago Botero  | Kelme-Costa Blanca | + 2'23"  |
| 10                                    | Roberto Heras    | US Postal Service  | + 2'25"  |
|                                       |                  |                    |          |
| 36                                    | Axel Merckx      | Domo-Farm Frites   | + 11'49" |

| Algemeen klassement |                           |                    |           |
| Plaats              | Naam                      | Ploeg              | Tijd      |
| Gele trui           | Lance Armstrong           | US Postal Service  | 68u43'22" |
| 2                   | Joseba Beloki             | O.N.C.E.-Eroski    | + 5'06"   |
| 3                   | Raimondas Rumšas          | Lampre-Daikin      | + 7'24"   |
| 4                   | José Azevedo              | O.N.C.E.-Eroski    | + 12'08"  |
| 5                   | Igor González de Galdeano | O.N.C.E.-Eroski    | + 12'12"  |
| 6                   | Francisco Mancebo         | iBanesto.com       | + 12'28"  |
| 7                   | Santiago Botero           | Kelme-Costa Blanca | + 12'37"  |
| 8                   | Roberto Heras             | US Postal Service  | + 12'54"  |
| 9                   | Levi Leipheimer           | Rabobank           | + 13'58"  |
| 10                  | Ivan Basso                | Fassa Bortolo      | + 15'04"  |
|                     |                           |                    |           |
| 12                  | Michael Boogerd           | Rabobank           | + 17'32"  |
| 22                  | Axel Merckx               | Domo-Farm Frites   | + 32'08"  |

Proloog · 
1e etappe ·
2e etappe ·
3e etappe ·
4e etappe ·
5e etappe ·
6e etappe ·
7e etappe ·
8e etappe ·
9e etappe ·
10e etappe ·
11e etappe ·
12e etappe ·
13e etappe ·
14e etappe ·
15e etappe ·
16e etappe ·
17e etappe ·
18e etappe ·
19e etappe ·
20e etappe
Startlijst · Eindstanden · Afbeeldingen